# Assim na Tela Como no Céu
Assim na Tela Como no Céu é um filme de comédia brasileiro de 1991, dirigido por Ricardo Miranda e escrito por Antonio Fernando Borges, César Cardoso e Wladimir Weltman. O filme é uma sátira onde o equilíbrio entre o Bem e o Mal foi profundamente afetado pela rápida evolução da tecnologia. Conta com as atuações de Cláudio Mamberti, Lucinha Lins, Lília Cabral, Eduardo Lago, Guilherme Karan, Luciana Braga, Vera Holtz e Hugo Carvana no elenco.

## Enredo
Nos tempos modernos, o equilíbrio entre o Bem e o Mal foi profundamente afetado pela rápida evolução da tecnologia. A modernização dos novos tempos mudam as relações entre o céu e o inferno, muito motivado pelas tecnologias existentes, como: vídeos, computadores, ilhas de edição. O lado sombrio, astutamente, adaptou-se às inovações e agora parece estar mais próximo de alcançar a vitória almejada. Nesse cenário, discordâncias emergem entre Deus, Jesus, anjos e santos quanto à adequação dessa modernização, enquanto o inferno torna-se permeado por computadores e dispositivos de vídeo em todos os cantos. O inferno sai na frente nesta atualização enquanto que é o céu que agora tem que correr atrás do prejuízo.

## Elenco
- Claudio Mamberti como Deus
- Lucinha Lins como Maria
- Lilia Cabral como Madalena
- Eduardo Lago como Jesus
- Guilherme Karan como Satanás
- Luciana Braga como Mary Bond
- Vera Holtz como Pet Shivers
- Vicente Barcelos como João
- Isaac Bardavid como Pedro
- Cláudio Curi como Arcanjo Gabriel
- Guto Bittencourt como Anjo
- Irving São Paulo como Espírito Santo
- Luiz Carlos Tourinho como Lúcifer Júnior
- Colé Santana como José
- Ana Fonseca como Diabinha
- Breno Moroni como Bob
- Fábio Junqueira como Sam
- Ana Maria Nascimento e Silva como Senhorita Watson
- Ana Achcar como Pâmela
- Waldir Onofre como Pianista
- Hugo Carvana
- Ada Chaseliov
- Jorge Cherques
- Maurício do Valle
- Bernardo Jablonski
- Ricardo Kosovski
- Guida Vianna
- Nildo Parente
- Tonico Pereira
- Nina de Pádua
- Thelma Reston
- Alexander Sil
- Ney Santanna

## Lançamento
O filme foi exibido no Canal Brasil e nos festivais de cinema de Bogotá e Brasília em 1991, além do Festival do Rio (1991), Festival de Cinema de Havana e a 15ª Mostra Internacional de Cinema de São Paulo, entre outros festivais.